# Công viên Lê Thị Riêng
Công viên Lê Thị Riêng là một công viên nằm ở Quận 10, Thành phố Hồ Chí Minh, Việt Nam. Khu vực này trước năm 1975 là một nghĩa trang. Công viên mang tên bà Lê Thị Riêng, người chiến sĩ phe Mặt trận Dân tộc Giải phóng miền Nam Việt Nam do bà được an táng tại đây.

## Thiết kế

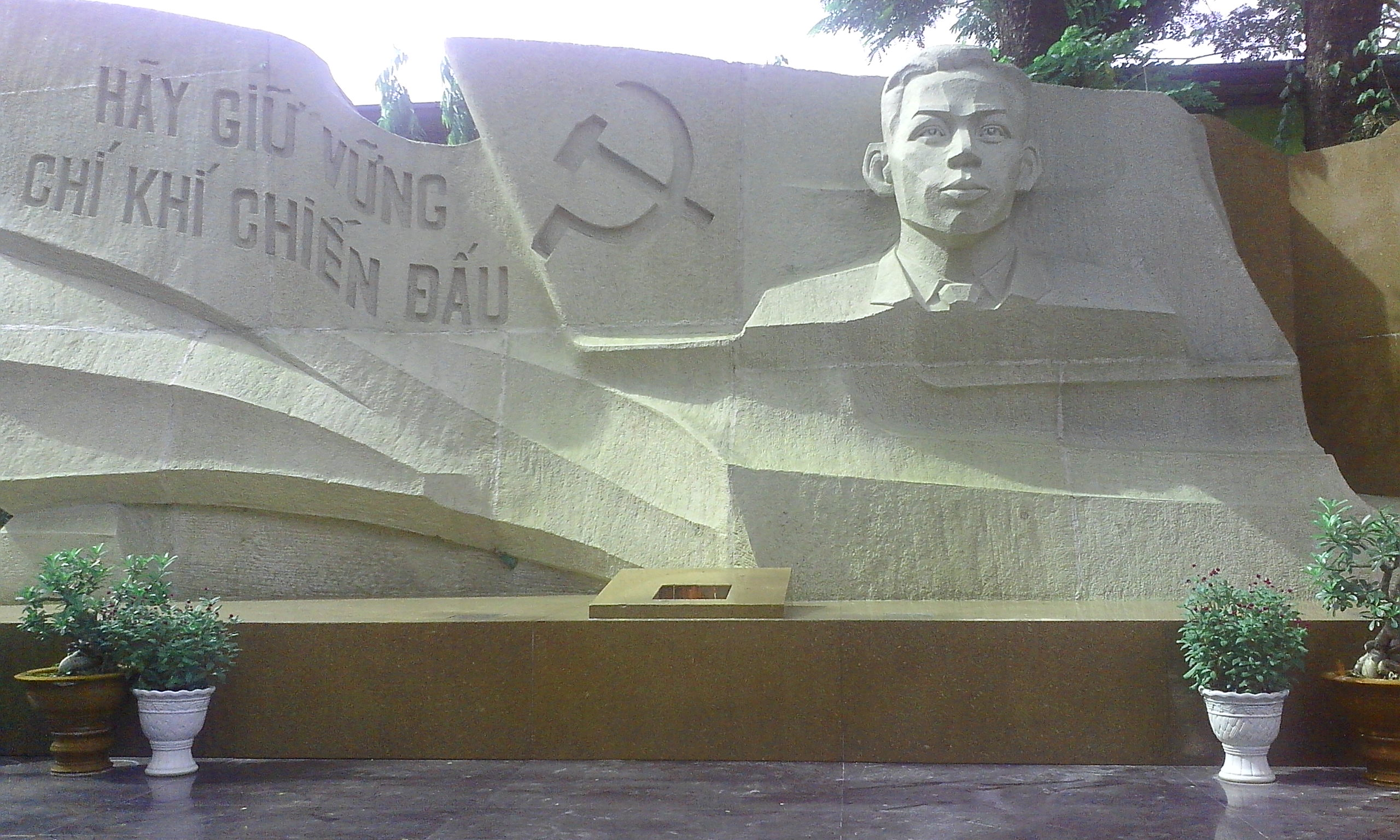
Bia tưởng niệm Trần Phú

Công viên Lê Thị Riêng được bao bọc bởi các con đường là Cách Mạng Tháng Tám, Bắc Hải và Trường Sơn, có diện tích khoảng 8 ha. Trong công viên có hồ nước mà thuở xưa từng là con rạch nối với kênh Nhiêu Lộc – Thị Nghè thông qua kênh Vành Đai. Gần lối vào công viên có nhà truyền thống, bia tưởng niệm sự kiện Tết Mậu Thân. Công viên là nơi đặt phần mộ Lê Thị Riêng (Ủy viên Ủy ban Mặt trận Dân tộc giải phóng miền Nam Việt Nam). Ngoài ra, còn có một bia tưởng niệm Trần Phú đánh dấu việc người ta tìm thấy mộ vào năm 1999.
Công viên này có 20% diện tích đất bị dùng cho thuê kinh doanh, gồm khu vui chơi trẻ em (gọi là khu Thỏ Trắng) chiếm 1 ha diện tích, khu nhà sách, quầy hàng ăn uống. Sát ngay bên cạnh Công viên Lê Thị Riêng là khu vui chơi giải trí Công viên Thỏ trắng.

## Lịch sử
Thời Việt Nam Cộng hòa, khu vực này là một nghĩa trang rộng 30 ha, có tên là nghĩa trang Chí Hòa (trước đó gọi là nghĩa địa Đô Thành). Lân cận khu này là khám Chí Hòa, xa hơn là Trung tâm Quốc gia Kỹ thuật Phú Thọ. Sau thiệt hại lớn về nhân mạng của đôi bên trong sự kiện Tết Mậu Thân năm 1968, chính quyền đô thành Sài Gòn bấy giờ cho đào hố lớn trong nghĩa trang để chôn tập thể hàng ngàn xác người, từ sự việc này mà sinh ra những lời đồn đại dị đoan.
Thấy vậy, Hội Phật tử Long Hoa Sài Gòn cho xây ngôi miếu và tạc tượng Địa Tạng để trong nghĩa trang. Tượng có chiều ngang 0,75 m, đế cao 3 m, có chất liệu là đá Italia đen nặng gần 10 tấn, do điêu khắc gia Mai Lân thực hiện. Năm 1983, trong một nỗ lực nhằm cải tạo bộ mặt đô thị, nhà chức trách cho giải tỏa nghĩa trang Chí Hòa để xây công viên. Ngày 23 tháng 8 năm 1986, pho tượng Địa Tạng được dỡ lên để di dời về Quan Âm tu viện ở thành phố Biên Hòa, tỉnh Đồng Nai.

## Giao thông công cộng
Hiện nay, có thể đi xe buýt để đến công viên Lê Thị Riêng. Trong tương lai, người dân có thể đi tuyến số 2: Củ Chi - Thủ Thiêm và xuống ga Lê Thị Riêng.